# Bulbophyllum cadetioides
Bulbophyllum cadetioides là một loài phong lan thuộc chi Bulbophyllum.